# Georg Mader
Georg Mader, né le 9 septembre 1824 à Steinach am Brenner et mort le 31 mai 1881 à Bad Gastein, est un peintre autrichien.

## Biographie
Georg Mader naît le 9 septembre 1824 à Steinach am Brenner.
Il est élève de l'Académie des Beaux-Arts de Munich, de Fr. Kaulbach et du peintre Danvis Storch. En 1850-1853, il travaille avec Johann Schraudolph et collabore avec lui pour les fresques de la cathédrale Notre-Dame-de-l'Assomption-et-Saint-Étienne de Spire. En 1866, il fonde, en collaboration avec Stadl et Neuhauser, une maison pour peinture sur verre à Innsbruck. En 1868, il est élu membre de l'Académie de Vienne. On cite de lui : Cycle de fresques pour l'église paroissiale à Brunecken. Ce travail l'occupe de 1867 à 1873.
Georg Mader meurt le 31 mai 1881 à Bad Gastein.